# واين هاريس
واين هاريس (بالإنجليزية: Wayne Harris)‏ هو لاعب كرة القدم الكندية أمريكي، ولد في 4 مايو 1938 في هامبتون في الولايات المتحدة، وتوفي في 4 يونيو 2015 في كالغاري في كندا.